# 拉卡爾縣

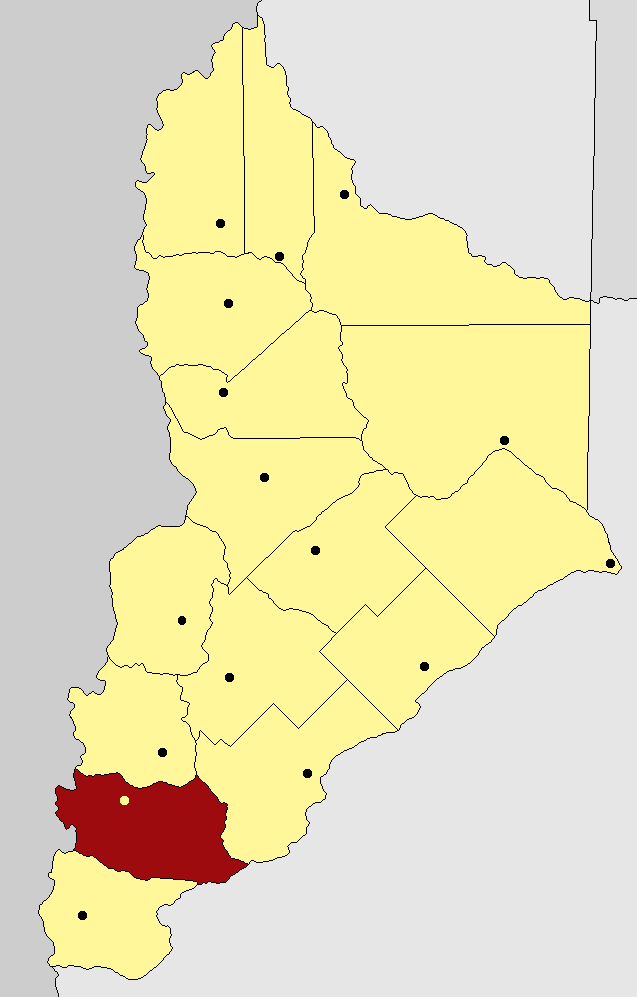

40°09′24″S 71°21′09″W / 40.15667°S 71.35250°W
拉卡爾縣（西班牙語：Departamento Lácar），是阿根廷的縣份，位於該國西部內烏肯省，首府設於聖馬丁德洛斯安第斯，面積4,930平方公里，2010年人口29,748，人口密度每平方公里6.03人。